# Ibisia
Ibisia is een vliegengeslacht uit de familie van de waterdazen (Athericidae).

## Soorten
- I. apfelbecki (Strobl, 1902)
- I. dispar (Bezzi, 1909)
- I. marginata (Fabricius, 1781)
- I. vaillanti Thomas, 1982
- I. vicina (Szilady, 1943)